# Новониколаевское (Владимирская область)
Новониколаевское — деревня в Меленковском районе Владимирской области, входит в состав Бутылицкого сельского поселения.

## География
Деревня расположена в 10 км на северо-запад от центра поселения села Бутылицы и в 31 км на северо-запад от райцентра Меленки.

## История
В 1859 году в деревне числилось 63 двора, в 1896 году была открыта школа грамоты. 
В конце XIX — начале XX века деревня в составе Бутылицкой волости Меленковского уезда. 
С 1929 года деревня являлась центром Ново-Николаевского сельсовета Меленковского района, позднее в составе Скрипинского сельсовета, с 2005 года — в составе Бутылицкого сельского поселения.

## Население
| 1859 | 1897 | 1905 | 1926 | 2002 | 2010 | 2021 |
| ---- | ---- | ---- | ---- | ---- | ---- | ---- |
| 384  | ↗608 | ↗659 | ↗878 | ↘116 | ↘109 | ↘102 |

## Современное состояние
В деревне расположены фельдшерско-акушерский пункт, сельская библиотека.
Работает ферма (КРС): производство молока, мяса.